# Quiéreme o déjame
Quiéreme o déjame (Love me or Leave Me) es una película biográfica de 1955 dirigida por Charles Vidor.
Cuenta la vida de Ruth Etting, una cantante que pasó de bailarina a estrella de cine. Contó con Doris Day para el papel de Etting y James Cagney como el gánster Martin Snyder, su primer marido y representante, y Cameron Mitchell como el pianista/arreglista Myrl Alderman, su segundo marido. Fue escrita por Daniel Fuchs e Isobel Lennart.
James Cagney sugirió al productor Joe Pasternak a Doris Day para el papel de Etting. Para el papel se pensaba en Ava Gardner, pero Cagney persuadió al productor de MGM.

## Premios
La película ganó dos premios de la academia y fue nominada para varios más.